# Космос-348
Космос-348 је један од преко 2400 совјетских вјештачких сателита лансираних у оквиру програма Космос.
Космос-348 је лансиран са космодрома Плесецк, СССР, 13. јуна 1970. Ракета-носач Р-12 Двина (8К63, НАТО ознака SS-4 Sandal) са додатим степеном је поставила сателит у орбиту око планете Земље. 